# ملعب كاموزو
ملعب كاموزو هو ملعب متعدد الاستخدام يقع في مدينة بلانتيري المالاوية . غالبا ما يتم استخدامه لمباريات كرة القدم . يسع الملعب لجلوس 40 ألف متفرج . يعتبر الملعب الرسمي الذي يخوض فيه منتخب مالاوي مبارياته الدولية .